# Künga Päljor
Kunga Päljor (1428-1476) was een Tibetaans tulku. Hij was de tweede gyalwang drugpa, de belangrijkste geestelijk leiders van de drugpa kagyütraditie in het Tibetaans boeddhisme.
Hij was de zoon van Sherab Zangpo (1400-1438), de twaalfde abt van het Ralungklooster. Hij werd herkend als de reïncarnatie van Tsangpa Gyare Yeshe Dorje (1161-1211), grondlegger van de Drugpa-traditie en zijn voorvader in de tiende generatie. Het geslacht Gya voegde duidelijk het reïncarnatie-concept toe om de prominentie van de lijnhouder te verhogen. Van Kunga Peljor werd ook gezegd dat hij een reïncarnatie was van Avalokitesvara.
Kunga Päljor legde de monnikengelofte af bij Dondrub Pelwa, abt van het Jodanklooster. Daarna volgde hij onderricht op het gebied van Prātimokṣa, bodhicitta, Rechung Nyengyu en Jonang. 
Kunga Päljor ontving Drugpa kagyü-onderricht van zijn vader, en werd formeel op 8-jarige leeftijd abt van Ralung, in 1436. Nadat Sherab Zangpo in 1438 overleed, trainde Kunga Päljor samen met Trulzhik Namchai Naljor, en bestudeerde onderwerpen als Naro Chodruk, Mahāmudrā en Orgyen Nyendrub.
Kunga Päljor kreeg les van prominente lama's als Ngok Jangchub Pel, die hem Sanskriet en tantra onderwees, en Go Lotsāwa Zhonnu Pel (1392-1481). Ook studeerde hij Kadampa bij Ngawang Dragpa (1418-1496), de 12e abt van het Taklungklooster.
Hij maakte verschillende pelgrimsreizen naar onder andere Tsari en Yanggon Keu Tsang. Ook bracht hij enige tijd in Bhutan door, hij verbleef enkele jaren in de regio Bumthang. In zijn latere leven was hij zes jaar abt van het Daklha Gampo-klooster. Hij liet twee boeken met geschriften na, met instructies en liederen. Kunga Päljor overleed in 1476 op de leeftijd van 49 jaar.